# Avalon University School of Medicine
De Avalon University School of Medicine (AUSOM) is een private universiteit in Willemstad, Curaçao. Het hoofdkantoor staat in Youngstown Ohio.
AUSOM werd opgericht in 2003 in Bonaire als the Xavier University School of Medicine. In 2010 werd de universiteit overgeplaatst naar Curaçao en kreeg het haar huidige naam, om zich te onderscheiden van de universiteit op Aruba met dezelfde naam.
Het instituut biedt in een vierjarige programma een curriculum tot de graad Doctor of Medicine. Een deel van het programma wordt in de Verenigde Staten afgelegd.
De universiteit werd opgericht met de toestemming van het ministerie van Onderwijs van Curaçao en is geaccrediteerd door FAIMER International Medical Education Directory (IMED) en de AVICENNA Directory for Medicine.